# Garaké (Dogo)
Garaké ist ein Dorf in der Landgemeinde Dogo in Niger.

## Geographie
Das von einem traditionellen Ortsvorsteher (chef traditionnel) geleitete Dorf befindet sich rund 16 Kilometer südlich des Hauptorts Dogo der gleichnamigen Landgemeinde, die zum Departement Mirriah in der Region Zinder gehört. Zu den Siedlungen in der näheren Umgebung von Garaké zählen Gada Garin Gjadi im Nordwesten und Babban Rouwa im Südwesten.
Die Landschaft um Garaké ist von großen Transversaldünen geprägt. Beim Dorf liegt ein Teich, die Mare de Garaké. Es herrscht das Klima der Sahelzone vor, mit einer durchschnittlichen jährlichen Niederschlagsmenge zwischen 300 und 400 mm.

## Bevölkerung
Bei der Volkszählung 2012 hatte Garaké 594 Einwohner, die in 120 Haushalten lebten. Bei der Volkszählung 2001 betrug die Einwohnerzahl 283 in 54 Haushalten
In ethnischer Hinsicht leben im Dorf vor allem Hausa.

## Wirtschaft und Infrastruktur
Um Garaké erstrecken sich Hirse- und Sorghum-Felder. An der Mare de Garaké werden Maniok, Zuckerrohr, Kürbisse, Zwiebeln und Tomaten sowie Obst – etwa Mangos, Datteln und Bananen – angebaut. Viele Dorfbewohner praktizieren saisonale Arbeitsmigration nach Nord-Nigeria. Es gibt eine Schule im Dorf.